# Hinterhandwendung
Die Hinterhandwendung ist eine Lektion beim Dressurreiten, bei der das Pferd um das innere Hinterbein gewendet wird.
Das Pferd wird mit der Vorhand aus dem Halten heraus in eine Wendung um die Hinterhand geführt. Die Hinterbeine treten dabei in einem möglichst kleinen Kreis, dessen Mittelpunkt ganz nahe am inneren Hinterbein ist. Die Hinterbeine sollen sich nicht kreuzen (bis auf den letzten [Beistell-]Schritt), sondern im Takt jeweils in einem engen Kreis treten, insbesondere das innere Bein; es darf nicht einfach in ständigem Bodenkontakt stehend gedreht werden. Dies ist ein Unterschied zum „Spin“ beim Westernreiten. Die Vorderbeine treten in einem Bogen sich kreuzend um die Hinterhand herum seitwärts und beschreiben einen Halbkreis, sodass eine Wendung um 180 Grad entsteht.
Im Gegensatz zur Hinterhandwendung erfolgt die Wendung bei der Kurzkehrtwendung und der Schrittpirouette aus der Bewegung heraus. 